# Сан-Лоренцо-ин-Дамазо (титулярная церковь)
Титулярная церковь Сан-Лоренцо-нель-Театро-Помпео (лат. Sancti Laurentii in Damaso) — титулярная церковь, которая была создана Папой Эваристом около 112 года и подтверждена Папой Дамасием I, который, как предполагается, занимал эту титулярную церковь, как кардинал, в 366 году.
Титулярная церковь продолжала появляться в списках VI, VII и XII веков, когда она была, наконец, названа Сан-Лоренцо-ин-Дамазо. Согласно каталогу Петра Маллио, составленному в период понтификата Папы Александра III, титулярная церковь была связана с собором Святого Петра и его священниками, служившими там, в свою очередь, мессу. Папской буллой Etsi ad singula от 5 июля 1532 года Папа Климент VII дал навечно эту титулярную церковь вице-канцлеру Святой Римской Церкви, независимо от его кардинальского сана (кардинала-дьякона, кардинала-священника или кардинала-епископа). Это правило оставалось в силе до 1973 года, когда Папа Павел VI упразднил должность канцлера.
После возведения огромного здания Палаццо Канчеллерия в 1483—1513 гг. церковь оказалась встроенной в новое здание (с отдельным входом с восточной стороны). Церковь многократно перестраивали и реставрировали: после первой французской оккупации 1798 г. и после второй, войсками Наполеона Бонапарта в 1809—1814 гг. Интерьер пострадал после пожара в 1939 г., после чего был значительно изменён. В последней капелле слева хранится одна из ценнейших реликвий Рима — икона Мадонны Адвокаты XII в. римского письма по византийскому протографу, в первой капелле справа — деревянное Распятие XIV в.

## Список кардиналов-священников титулярной церкви Санта-Мария-ин-Аквиро[1]
- Дамасий (? — 366);
- Бонифаций (около 415 — 418);
- Проспер Аквитанский (?) (432? — ?);
- Пройеттиций (494 или 492 — ?);
- Лаврентий (499—500);
- Специоз (или Специй) (500? — ?);
- Специоз (590 — ?);
- Эпифаний (731 — до 745);
- Лев (до 745 — до 761);
- Марин (761 — ?);
- Лев (853 — ?);
- Адриан (875 — ?);
- Христофор (около 900—903);
- Пётр (946 — до 964);
- Пётр (964 — до 993);
- Пётр (до 1012 — около 1027);
- Иоанн (1033 — до 1049);
- Лев (1049 — около 1072);
- Риз (или Рик) (1088—1112);
- Адеодат (после 1112—1129);
  - Стефано Сторнато (1130—1132, назначен сюда антипапой Анаклетом II, возведение отменено папой Иннокентием II, с тем же возведением Стефано Сторнато);
- Анджело (?) (1133—1138);
- Ив Сен-Викторский, C.R.S.A., (1139—1143, до смерти);
- Гвидо Морикотти (1143 — около 1150);
- Николай (1150—1151);
- Джованни Папарони (или Папаро, или Паперони) (1151 — около 1158);
- Пьетро ди Мизо (1166—1182);
  - Оттон (или Офон) (1172—1173), псевдокардинал антипапы Каликста III;
- Педро де Кардона (1181—1183);
- Умберто Кривелли (1182—1185);
- Пётр (1188—1190);
- Пётр Беневентский (1216);
- Пьетро Кампано (или Кампанус), O.S.B. (1216—1217);
- Маттео д'Акваспарта, O.Min. (1288—1291);
- Франческо Рончи, O.Coel. (18 сентября — после 13 октября 1294);[2]
- Николя де Нонанкур (или л'Эд) (после 13 октября 1294 — 1299);[2]
- Арно Нувель (или Новелли), O.Cist., in commendam (1317);
- Юг Роже, O.S.B. (1342—1363);
- Пьер де Баньяк (или де Шиньяк) (1368—1369);
- Пьетро Корсини (1370—1374);
- Бартоломео да Когорно, O.Min. (1381—1385);
- Анджело Аччайоли (1386—1397);
- Джордано Орсини (1409—1412);
- Хуан Мартинес де Мурильо, O.Cist., (1419—1420), псевдокардинал антипапы Бенедикта XIII;
  - вакантно (1420—1440);
  - Александр Мазовецкий (1440—1444), псевдокардинал антипапы Феликса V;
  - Ланселот де Лузиньян (1444 — ?), псевдокардинал назначен антипапой Феликсом V;
- Людовико Скарампи Меццарота (1440—1465);
- Хуан де Мелла (1465—1467);
  - вакантно (1467—1480);
- Рафаэль Риарио (5 мая 1480 — 29 ноября 1503); in commendam (29 ноября 1503 — 22 июня 1517);
- Джулио Медичи (1517—1523);
- Помпео Колонна (или Помпейо) (1524—1526); частно (1526—1527); отстранён (1527—1532);
- Ипполито Медичи (1532—1535);
- Алессандро Фарнезе младший (1535-1564); in commendam (1564—1589);
- Алессандро Дамашени Перетти ди Монтальто, pro illa vice титулярная диакония (1589—1620); in commendam (1620—1623);
- Людовико Людовизи (7 июня 1623 — 18 ноября 1632);
- Франческо Барберини старший, титулярная диакония pro illa vice (1632—1644); номинально (1644—1645); in commendam (1645—1679);
- Лоренцо Раджи (1679—1680);
  - вакантно (1680—1689);
- Пьетро Оттобони младший, титулярная диакония pro illa vice (1689—1724); номинально (1724—1725); in commendam (1725—1740);
- Томмазо Руффо, in commendam (1740—1753);
- Джироламо Колонна ди Шарра (1753—1756);
- Альберико Аркинто (20 сентября 1756 — 30 сентября 1758);
- Карло Реццонико младший (1758—1763);
- Генрих Бенедикт Стюарт, in commendam (14 января 1763 — 13 июля 1807);
- Франческо Карафа делла Спина ди Траэтто (3 августа 1807 — 20 сентября 1818);
- Джулио Мария делла Сомалья, in commendam (1818—1830);
- Томмазо Ареццо, in commendam (1830—1833);
- Карло Одескальки, in commendam (15 апреля 1833 — 19 декабря 1834);
- Карло Мария Педичини, in commendam (19 декабря 1834 — 19 ноября 1843);
- Томмазо Бернетти (1844—1852);
- Амат ди Сан Филиппо и Сорсо, in commendam (1852—1878);
- Антонио Саверио Де Лука, in commendam' (1878—1883);
- Теодольфо Мертэль (1884—1899), он был кардиналом-дьяконом;
- Лючидо Мария Парокки, in commendam (1899—1903);
- Антонио Альярди (1903—1915);
- Оттавио Каджано де Ацеведо (1915—1927);
- Андреас Фрювирт, O.P. (1927—1933);
- Томмазо Боджани, O.P., in commendam (1933—1942);
- Чельсо Костантини (1958);
- Сантьяго Копельо (1959—1967);
- Луиджи Тралья (1968—1972 — последний канцлер Святой Римской Церкви);
- Нарсисо Хубани Арнау (1973—1996);
- Антонио Мария Роуко Варела (с 1998).